# Lista siturilor arheologice din județul Prahova - A
Lista siturilor arheologice din județul Prahova - A conține toate siturile arheologice din județul Prahova înscrise în Repertoriul Arheologic Național (RAN) și aflate în localități al căror nume începe cu litera A. RAN este administrat de Ministerul Culturii și Patrimoniului Național și cuprinde date științifice, cartografice, topografice, imagini și planuri, precum și orice alte informații privitoare la zonele cu potențial arheologic, studiate sau nu, încă existente sau dispărute.
Puteți căuta un sit din localitățile care încep cu litera A folosind formularul de mai jos sau puteți naviga prin toate siturile din județ la Lista siturilor arheologice din județul Prahova.
| Cod RAN                                   | Denumire | Localitate                                          | Adresă                                               | Datare                                           | Descoperit                 | Coordonate                                    | Imagine           | Erori            |
| ----------------------------------------- | --- | --------------------------------------------------- | ---------------------------------------------------- | ------------------------------------------------ | -------------------------- | --------------------------------------------- | ----------------- | ---------------- |
| 131906.01.01                              | Așezarea neolitică de la Adunați - "Vatra" / ansamblu anonim (Categorie: locuire civilă) (Tip: Așezare)                                                              | sat Adunați, comuna Adunați                         | Vatra                                                |                                                  |                            | 45°11′04″N 25°35′55″E / 45.18434°N 25.59858°E | Încărcați imagine | Raportați eroare |
| 131951.01.01 (Cod LMI: PH-I-m-B-16145.03) | Situl arheologic de la Albești-Muru - "DN 1B"-Podul CFR / ansamblu anonim (Categorie: locuire) (Tip: Așezare)                                                        | sat Albești-Muru, comuna Albești-Paleologu          | DN 1B-Podul CFR                                      |                                                  | 1981                       | 44°57′04″N 26°13′06″E / 44.95111°N 26.21833°E | Încărcați imagine | Raportați eroare |
| 131951.01.02 (Cod LMI: PH-I-m-B-16145.02) | Situl arheologic de la Albești-Muru - "DN 1B"-Podul CFR / ansamblu anonim (Categorie: locuire) (Tip: Așezare)                                                        | sat Albești-Muru, comuna Albești-Paleologu          | DN 1B-Podul CFR                                      | sec. VI - V a. Chr.                              | 1981                       | 44°57′04″N 26°13′06″E / 44.95111°N 26.21833°E | Încărcați imagine | Raportați eroare |
| 131951.01.03 (Cod LMI: PH-I-m-B-16145.01) | Situl arheologic de la Albești-Muru - "DN 1B"-Podul CFR / ansamblu anonim (Categorie: locuire) (Tip: Necropolă)                                                      | sat Albești-Muru, comuna Albești-Paleologu          | DN 1B-Podul CFR                                      |                                                  | 1981                       | 44°57′04″N 26°13′06″E / 44.95111°N 26.21833°E | Încărcați imagine | Raportați eroare |
| 131942.01.01 (Cod LMI: PH-I-s-B-16146)    | Așezarea din epoca bronzului de la Albești - Paleologu / ansamblu anonim (Categorie: locuire civilă) (Tip: Așezare)                                                  | sat Albești-Paleologu, comuna Albești-Paleologu     |                                                      |                                                  | 1974                       | 44°54′34″N 26°16′14″E / 44.90944°N 26.27056°E | Încărcați imagine | Raportați eroare |
| 132020.01.01 (Cod LMI: PH-I-m-B-16147.03) | Situl arheologic de la Apostolache - "La Mănăstire" / ansamblu anonim (Categorie: locuire civilă) (Tip: Așezare)                                                     | sat Apostolache, comuna Apostolache                 | La Mănăstire                                         |                                                  |                            | 45°07′47″N 26°15′38″E / 45.12972°N 26.26056°E | Încărcați imagine | Raportați eroare |
| 132020.01.02 (Cod LMI: PH-I-m-B-16147.02) | Situl arheologic de la Apostolache - "La Mănăstire" / ansamblu anonim (Categorie: locuire civilă) (Tip: Așezare)                                                     | sat Apostolache, comuna Apostolache                 | La Mănăstire                                         |                                                  |                            | 45°07′47″N 26°15′38″E / 45.12972°N 26.26056°E | Încărcați imagine | Raportați eroare |
| 132020.01.03 (Cod LMI: PH-I-m-B-16147.01) | Situl arheologic de la Apostolache - "La Mănăstire" / ansamblu anonim (Categorie: locuire civilă) (Tip: Așezare)                                                     | sat Apostolache, comuna Apostolache                 | La Mănăstire                                         | sec. V - VII                                     |                            | 45°07′47″N 26°15′38″E / 45.12972°N 26.26056°E | Încărcați imagine | Raportați eroare |
| 132020.02.01 (Cod LMI: PH-I-s-B-16148)    | Așezarea eneolitică de la Apostolache - "La Povarna" / ansamblu anonim (Categorie: locuire civilă) (Tip: Așezare)                                                    | sat Apostolache, comuna Apostolache                 | La Povarna                                           | Stoicani - Aldeni                                | 2003                       |                                               | Încărcați imagine | Raportați eroare |
| 132020.03.01 (Cod LMI: PH-II-a-A-16311)   | Ansamblul Mănăstirii Apostolache / ansamblu Ansamblul Mănăstirii Apostolache (Categorie: construcție cult) (Tip: Mănăstire)                                          | sat Apostolache, comuna Apostolache                 |                                                      | 1645 - 1652                                      |                            |                                               | Încărcați imagine | Raportați eroare |
| 132020.03.01 (Cod LMI: PH-II-a-A-16311)   | Ansamblul Mănăstirii Apostolache / ansamblu Ansamblul Mănăstirii Apostolache / complex anonim (Categorie: construcție cult) (Tip: turn clopotniță)                   | sat Apostolache, comuna Apostolache                 |                                                      | 1645-1652                                        |                            |                                               | Încărcați imagine | Raportați eroare |
| 132020.03.01 (Cod LMI: PH-II-a-A-16311)   | Ansamblul Mănăstirii Apostolache / ansamblu Ansamblul Mănăstirii Apostolache / complex anonim (Categorie: construcție cult) (Tip: zid de incintă)                    | sat Apostolache, comuna Apostolache                 |                                                      | 1645-1652                                        |                            |                                               | Încărcați imagine | Raportați eroare |
| 132020.03.01 (Cod LMI: PH-II-a-A-16311)   | Ansamblul Mănăstirii Apostolache / ansamblu Ansamblul Mănăstirii Apostolache / complex Arhondaric (Categorie: construcție cult) (Tip: clădire)                       | sat Apostolache, comuna Apostolache                 |                                                      | 1645-1652                                        |                            |                                               | Încărcați imagine | Raportați eroare |
| 132020.03.02 (Cod LMI: PH-II-a-A-16311)   | Ansamblul Mănăstirii Apostolache / ansamblu Biserica "Adormirea Maicii Domnului" (Categorie: construcție cult) (Tip: Biserică)                                       | sat Apostolache, comuna Apostolache                 |                                                      | 1645 - 1652                                      |                            |                                               | Încărcați imagine | Raportați eroare |
| 132084.01.01 (Cod LMI: PH-II-m-A-16312)   | Biserica "Sf. Ilie", "Sf. Nicolae" de la Ariceștii Rahtivani / ansamblu Biserica "Sf. Ilie", "Sf. Nicolae" (Categorie: structură de cult/religioasă) (Tip: Biserică) | sat Ariceștii Rahtivani, comuna Ariceștii Rahtivani | 587                                                  | 1777                                             |                            | 44°56′50″N 25°50′07″E / 44.94717°N 25.83531°E | Încărcați imagine | Raportați eroare |
| 132084.02.01                              | Tumulul de la Ariceștii Rahtivani-Crângul lui Bot I / ansamblu anonim (Categorie: descoperire funerară) (Tip: tumul)                                                 | sat Ariceștii Rahtivani, comuna Ariceștii Rahtivani | Crângul lui Bot I                                    |                                                  |                            |                                               | Încărcați imagine | Raportați eroare |
| 132084.03.01                              | Tumul la Aricești Rahtivani-Crângul lui Bot II / ansamblu anonim (Categorie: tumul) (Tip: tumul)                                                                     | sat Ariceștii Rahtivani, comuna Ariceștii Rahtivani | Crângul lui Bot II                                   |                                                  | 2008                       | 44°57′20″N 25°54′42″E / 44.95555°N 25.91167°E | Încărcați imagine | Raportați eroare |
| 132084.04.01                              | Tumul la Aricești Rahtivani-Crângul lui Bot III / ansamblu anonim (Categorie: tumul) (Tip: tumul)                                                                    | sat Ariceștii Rahtivani, comuna Ariceștii Rahtivani | Crângul lui Bot III                                  |                                                  | 2008                       | 44°57′08″N 25°53′41″E / 44.95222°N 25.89472°E | Încărcați imagine | Raportați eroare |
| 132084.05.01                              | Tumul la Aricești Rahtivani-Crângul lui Bot IV / ansamblu anonim (Categorie: tumul) (Tip: tumul)                                                                     | sat Ariceștii Rahtivani, comuna Ariceștii Rahtivani | Crângul lui Bot IV                                   |                                                  | 2008                       | 44°57′36″N 25°53′36″E / 44.96°N 25.89333°E    | Încărcați imagine | Raportați eroare |
| 132084.06                                 | Tumul la Aricești Rahtivani-Crângul lui Bot V / ansamblu anonim (Categorie: tumul) (Tip: tumul)                                                                      | sat Ariceștii Rahtivani, comuna Ariceștii Rahtivani | Crângul lui Bot V                                    |                                                  | 2008                       | 44°57′21″N 25°55′12″E / 44.95583°N 25.92°E    | Încărcați imagine | Raportați eroare |
| 131942.02.01                              | Așezarea din epoca migrațiilor de la Albești-Paleologu-La podul CFR / ansamblu anonim (Categorie: locuire civilă) (Tip: așezare)                                     | sat Albești-Paleologu, comuna Albești-Paleologu     | La podul CFR                                         | Sântana de Mureș - Cerneahov sec. III - IV d.Ch  | 2002                       |                                               | Încărcați imagine | Raportați eroare |
| 131942.03.01                              | Situl arheologic de la Albești-Paleologu-La Stână / ansamblu anonim (Categorie: locuire civilă) (Tip: așezare)                                                       | sat Albești-Paleologu, comuna Albești-Paleologu     | La Stână                                             | Latene                                           |                            |                                               | Încărcați imagine | Raportați eroare |
| 131942.03.02                              | Situl arheologic de la Albești-Paleologu-La Stână / ansamblu anonim (Categorie: locuire civilă) (Tip: așezare)                                                       | sat Albești-Paleologu, comuna Albești-Paleologu     | La Stână                                             | Sântana de Mureș - Cerneahov sec. III - IV d.Ch. |                            |                                               | Încărcați imagine | Raportați eroare |
| 131942.03.03                              | Situl arheologic de la Albești-Paleologu-La Stână / ansamblu anonim (Categorie: locuire civilă) (Tip: așezare)                                                       | sat Albești-Paleologu, comuna Albești-Paleologu     | La Stână                                             | românească                                       |                            |                                               | Încărcați imagine | Raportați eroare |
| 131942.04.01                              | Situl medieval de la Albești-Paleologu-La conductele Compet / ansamblu anonim (Categorie: locuire civilă) (Tip: așezare)                                             | sat Albești-Paleologu, comuna Albești-Paleologu     | Conductele Compet                                    | sec. XVII - XVIII                                | 2002                       |                                               | Încărcați imagine | Raportați eroare |
| 131942.05.01                              | Situl arheologic de la Albești-Paleologu-La Pod / ansamblu anonim (Categorie: locuire civilă) (Tip: așezare)                                                         | sat Albești-Paleologu, comuna Albești-Paleologu     | La Pod                                               | Latene                                           | 2003                       |                                               | Încărcați imagine | Raportați eroare |
| 131942.05.02                              | Situl arheologic de la Albești-Paleologu-La Pod / ansamblu anonim (Categorie: locuire civilă) (Tip: așezare)                                                         | sat Albești-Paleologu, comuna Albești-Paleologu     | La Pod                                               |                                                  | 2003                       |                                               | Încărcați imagine | Raportați eroare |
| 132084.09 132084.03.01                    | Tumulul de la Ariceștii Rahtivani / ansamblu anonim (Categorie: descoperire funerară) (Tip: Tumul)                                                                   | sat Ariceștii Rahtivani, comuna Ariceștii Rahtivani |                                                      |                                                  | 2008                       | 44°59′20″N 25°52′15″E / 44.98875°N 25.87072°E | Încărcați imagine | Raportați eroare |
| 132084.07.01                              | Tumulul de la Ariceștii Rahtivani - La cruci / ansamblu anonim (Categorie: descoperire funerară) (Tip: Tumul)                                                        | sat Ariceștii Rahtivani, comuna Ariceștii Rahtivani | La cruci                                             |                                                  | 2010                       | 44°57′07″N 25°50′52″E / 44.95195°N 25.84778°E | Încărcați imagine | Raportați eroare |
| 132084.08.01                              | Tumulul de la Aricestii Rahtivani-La Câmp / ansamblu anonim (Categorie: descoperire funerară) (Tip: Tumul)                                                           | sat Ariceștii Rahtivani, comuna Ariceștii Rahtivani | La Câmp                                              |                                                  | 2010                       | 44°57′16″N 21°51′31″E / 44.95444°N 21.85861°E | Încărcați imagine | Raportați eroare |
| 132084.10.01                              | Tumulul de la Ariceștii Rahtivani / ansamblu anonim (Categorie: descoperire funerară) (Tip: Tumul)                                                                   | sat Ariceștii Rahtivani, comuna Ariceștii Rahtivani |                                                      |                                                  | 2010                       | 44°59′16″N 25°52′55″E / 44.98768°N 25.88186°E | Încărcați imagine | Raportați eroare |
| 132084.11.01                              | Tumulul de la Aricestii Rahtivani - La Camp II / ansamblu anonim (Categorie: descoperire funerară) (Tip: Tumul)                                                      | sat Ariceștii Rahtivani, comuna Ariceștii Rahtivani | La Câmp II                                           |                                                  | 2010                       | 44°57′09″N 25°54′58″E / 44.95238°N 25.91601°E | Încărcați imagine | Raportați eroare |
| 132084.12.01                              | Tumulul de la Aricestii Rahtivani - La Camp III / ansamblu anonim (Categorie: descoperire funerară) (Tip: Tumul)                                                     | sat Ariceștii Rahtivani, comuna Ariceștii Rahtivani | La Câmp III                                          |                                                  | 2010                       | 44°57′16″N 25°54′45″E / 44.95442°N 25.91256°E | Încărcați imagine | Raportați eroare |
| 132155.01.01                              | Situl getic de la Albinari - La Palanga / ansamblu anonim (Categorie: locuire) (Tip: așezare)                                                                        | sat Albinari, comuna Ariceștii Zeletin              | La Palanga                                           | getică                                           | 2011                       | 45°12′11″N 26°08′46″E / 45.20306°N 26.14611°E | Încărcați imagine | Raportați eroare |
| 135048.01.01                              | Situl arheologic de la Antofiloaia - La Câmp / ansamblu anonim (Categorie: locuire) (Tip: așezare)                                                                   | sat Antofiloaia, comuna Râfov                       | La Câmp                                              | sec. II-III d.Ch.                                | 2012                       | 44°51′49″N 26°08′43″E / 44.86361°N 26.14528°E | Încărcați imagine | Raportați eroare |
| 135048.01.02                              | Situl arheologic de la Antofiloaia - La Câmp / ansamblu anonim (Categorie: locuire) (Tip: așezare)                                                                   | sat Antofiloaia, comuna Râfov                       | La Câmp                                              | sec. V-VI d.Ch.                                  | 2012                       | 44°51′49″N 26°08′43″E / 44.86361°N 26.14528°E | Încărcați imagine | Raportați eroare |
| 135048.01.03                              | Situl arheologic de la Antofiloaia - La Câmp / ansamblu anonim (Categorie: locuire) (Tip: așezare)                                                                   | sat Antofiloaia, comuna Râfov                       | La Câmp                                              | Dridu sec. VIII - X d.Ch                         | 2012                       | 44°51′49″N 26°08′43″E / 44.86361°N 26.14528°E | Încărcați imagine | Raportați eroare |
| 135048.01.04                              | Situl arheologic de la Antofiloaia - La Câmp / ansamblu anonim (Categorie: locuire) (Tip: așezare)                                                                   | sat Antofiloaia, comuna Râfov                       | La Câmp                                              | sec. XV - XVII                                   | 2012                       | 44°51′49″N 26°08′43″E / 44.86361°N 26.14528°E | Încărcați imagine | Raportați eroare |
| 132084.14.01                              | Tumulul de la Ariceștii Rahtivani - Nr. 112D / ansamblu Tumulul de la Ariceștii Rahtivani - Nr. 112D (Categorie: tumul) (Tip: Tumul)                                 | sat Ariceștii Rahtivani, comuna Ariceștii Rahtivani | Nr. 112D                                             |                                                  | arh. Alin Frînculeasa 2013 | 44°57′06″N 25°50′10″E / 44.95167°N 25.83611°E | Încărcați imagine | Raportați eroare |
| 132084.13.01                              | Tumulul de epocă medievală de la Ariceștii - Rahtivani - Ploiești West Park / ansamblu anonim (Categorie: mormânt tumular) (Tip: Tumul)                              | sat Ariceștii Rahtivani, comuna Ariceștii Rahtivani | tarla 35, Cc 203, tarla 42, punct Ploiești West Park |                                                  |                            |                                               | Încărcați imagine | Raportați eroare |